# Draganići
Draganići (en serbe cyrillique : Драганићи) est un village de Serbie situé dans la municipalité de  Raška, district de Raška. Au recensement de 2011, il comptait 335 habitants.

## Démographie

### Évolution historique de la population
| 1948 | 1953 | 1961 | 1971 | 1981 | 1991 | 2002 | 2011 |
| ---- | ---- | ---- | ---- | ---- | ---- | ---- | ---- |
| 199  | 202  | 230  | 251  | 256  | 319  | 350  | 335  |

|  |